# عقد بيع
عقد البيع (اتفاق البيع والشراء، اتفاق الاستحواذ) هو اتفاق مُلزم قانونًا بين الشركاء في مشروعٍ ما، وهو الذي ينظم ما يحدث عند موت أحد الشركاء أو إذا اضطر أحدهم إلى ترك المشروع، أو ترك المشروع باختياره.
ويمكن اعتباره كنوعٍ من أنواع اتفاق ما قبل الزواج بين شركاء العمل/حملة الأسهم، أو قد يُسمى في بعض الأحيان بـ«وصية العمل». ويتم في كثير من الأحيان اتفاق البيع والشراء المؤمن (الاستحواذ المُفعل ببوليصة تأمين على حياة الشركاء) بتوصية من المتخصصين في وراثة الأعمال والمخططين الماليين، لضمان التمويل الجيد لاتفاق البيع والشراء، ولضمان وجود أموال عندما يتم تفعيل عملية البيع والشراء.

## البنود
يتضمن إتفاق البيع والشراء العديد من البنود المُلزمة قانونًا في شركة تجارية، أو اتفاقية تشغيل، أو اتفاق منفصل قائم بذاته، ويتحكم في القرارات التجارية التالية:
- من يمكنه شراء حصة الشريك أو حامل للأسهم متخارج من المشروع (من الممكن أن يتضمن هؤلاء الغرباء عن الشركة أو يقتصر على الشركاء/حملة الأسهم)؛
- ما هي الأحداث التي من شأنها تفعيل عملية الاستحواذ، (تعد أكثر الأحداث شيوعًا لتفعيل عملية التخارج هي: الوفاة أو الإعاقة أو التقاعد، أو أن يترك أحد الشركاء الشركة) و
- ما هو الثمن الذي سيتم دفعه لصالح الشريك أو حامل الأسهم في هذه الشراكة، وما إلى ذلك.

يمكن أن يكون إتفاق البيع والشراء في شكل خطة شراء متعددة، أو خطة إعادة شراء (خطة استرداد الكيان أو الأسهم). ومن أجل المزيد من الحيادية والفاعلية لاتفاق البيع والشراء، من المستحسن أن تتم هذه العملية على يد أحد أمناء الشركة.